# Братськ

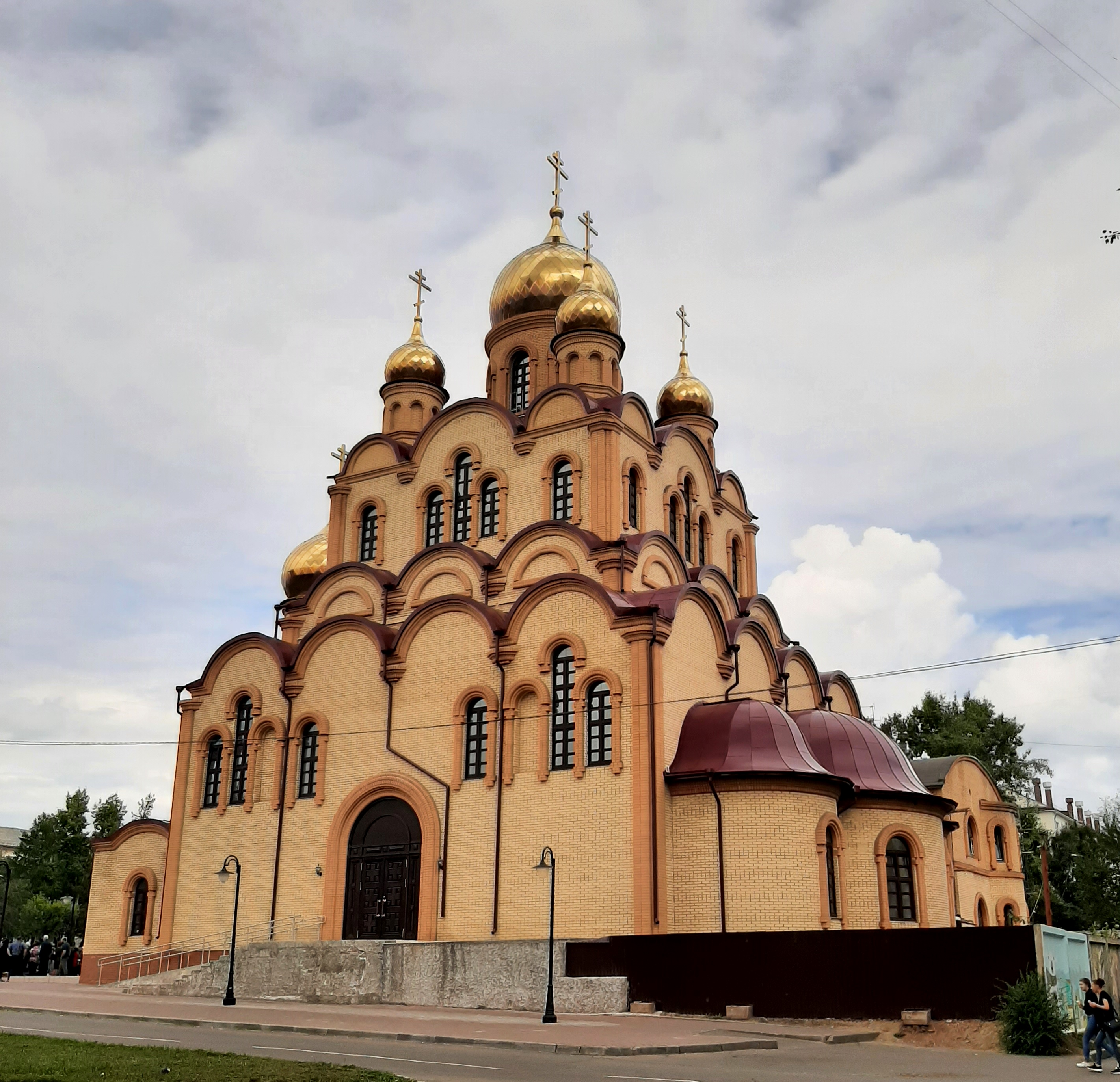
Храм Різдва Христового

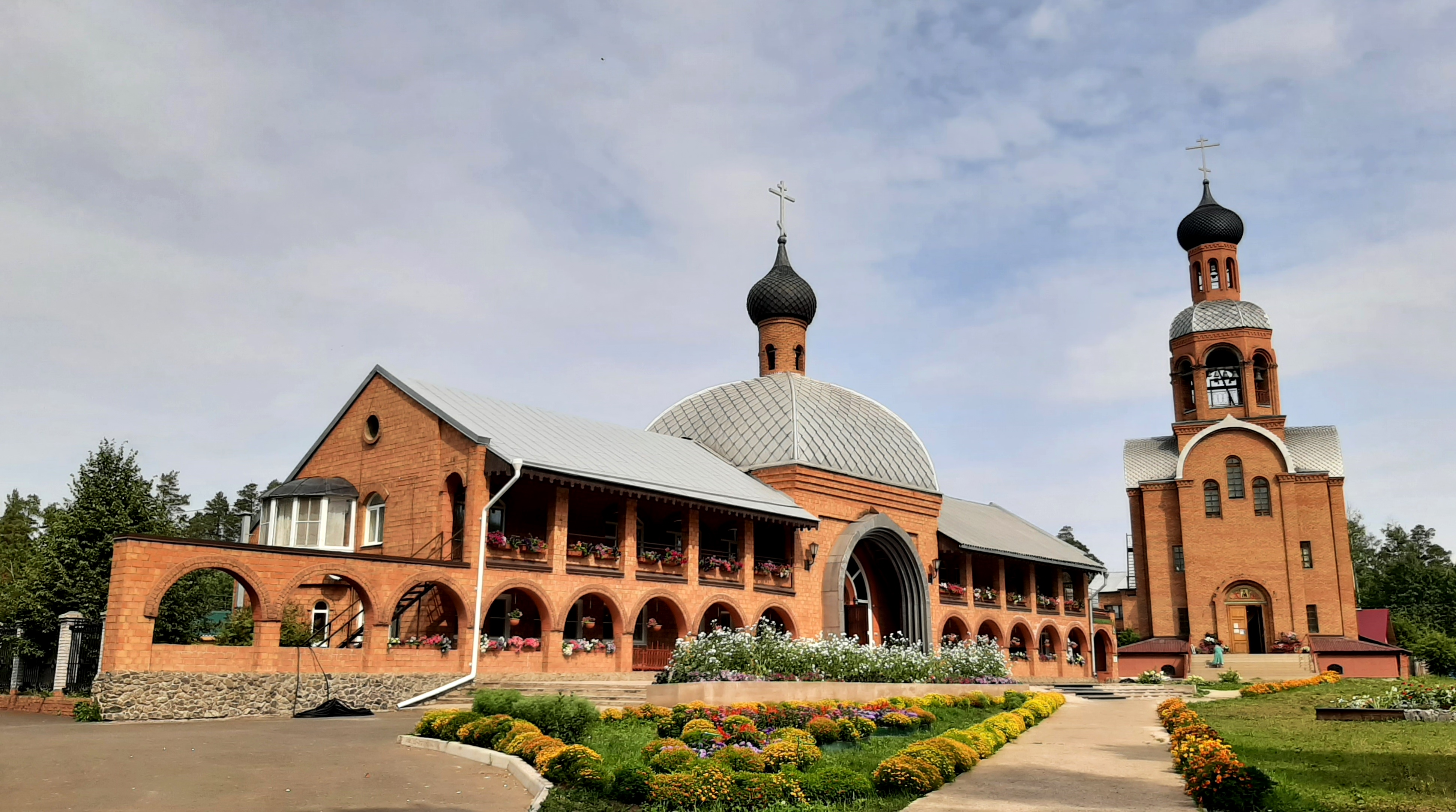
Храм всіх святих

Братськ — місто в Іркутській області Росії, на річці Ангара. Залізнична станція, пристань, аеропорт. 256,6 тис. ж. (2005). Місто засноване в 1955 році, як промисловий центр, що швидко зростав, розвиток якого зумовлювало будівництво Братської ГЕС.

## Загальні відомості
Місто Братськ розташоване на північному заході Іркутської області в центральній частині Ангарського кряжу, на березі Братського водосховища. Площа міста становить близько 43 тис.га. Місто виникло в 1956 році, у зв'язку з будівництвом Братської ГЕС, на північ від старовинного селища Братськ, заснованого як острог в 1631 році. Сьогодні Братськ є одним з найбільших промислових центрів Іркутської області і Східного Сибіру.
Склався з окремих селищ і нині складається з декількох житлових районів, віддалених один від одного на значну відстань. За генеральним планом 1958—1961 років виділені промислова, житлова зони і зона відпочинку, побудовані Будинок Рад, кінотеатри й інші будівлі. Житлові мікрорайони панельної та цегляної забудови в 4–14 поверхів зі школами та дитячими установами групуються навколо збережених ділянок тайги.
Попри те, що місто розташоване в суворих кліматичних умовах, поза зоною інтенсивного освоєння Східного Сибіру, економіко-географічне положення його відносно сприятливе та характеризується розвиненою інфраструктурою (транзитна залізниця БАМу, автодороги, ЛЕП, аеропорт, який має статус міжнародного, тощо), з високим ресурсно-економічним потенціалом (найбільше в області промислове місто, електроенергетичні ресурси Братської ГЕС, необмежені водні ресурси, судноплавні й лісосплавні шляхи, тощо). Братськ виконує функції важливої опорної бази освоєння північних районів Східного Сибіру і Далекого Сходу.

## Адміністративний поділ
Складається з трьох територіально-адміністративних округів:
- Центральний (ж/р Братськ, Чекановський, Стеніха, Порожський)
- Падунський (ж/р Падун, Енергетик, Бікей, Сосновий бір)
- Правобережний (ж/р Гідробудівник, Осиновка, Сухий)

## Клімат
Клімат міста різко континентальний. Опалювальний сезон триває 246 діб. Братськ належить до територій, прирівняних до районів Крайньої Півночі. Випадає близько 370 мм опадів на рік.
| Клімат Братська                      | Клімат Братська | Клімат Братська | Клімат Братська | Клімат Братська | Клімат Братська | Клімат Братська | Клімат Братська | Клімат Братська | Клімат Братська | Клімат Братська | Клімат Братська | Клімат Братська | Клімат Братська |
| Показник                             | Січ.            | Лют.            | Бер.            | Квіт.           | Трав.           | Черв.           | Лип.            | Серп.           | Вер.            | Жовт.           | Лист.           | Груд.           | Рік             |
| Середній максимум, °C                | −19             | −16             | −5              | 4               | 13              | 22              | 24              | 21              | 13              | 3               | −10             | −17             | 3               |
| Середня температура, °C              | −22,7           | −20             | −11             | −0,5            | 7,3             | 14,6            | 18,0            | 15,0            | 7,8             | −0,7            | −11,6           | −20,7           | −2,1            |
| Середній мінімум, °C                 | −26             | −24             | −17             | −6              | 2               | 8               | 13              | 10              | 3               | −3              | −15             | −23             | −7              |
| Норма опадів, мм                     | 15              | 11              | 10              | 16              | 27              | 48              | 72              | 67              | 38              | 24              | 22              | 19              | 369             |
| ------------------------------------ | --------------- | --------------- | --------------- | --------------- | --------------- | --------------- | --------------- | --------------- | --------------- | --------------- | --------------- | --------------- | --------------- |
| Джерело: Яндекс-погода World Weather |                 |                 |                 |                 |                 |                 |                 |                 |                 |                 |                 |                 |                 |

## Транспорт

### Міський транспорт
Міський транспорт представлений тролейбусом і автобусом.

### Міжміський транспорт
- Аеропорт Братськ (в 35 хвилинах від Центрального та Правобережного округів м. Братська автомобільним транспортом, в 10 хвилинах від Падунського округу м. Братська автомобільним транспортом)
- Залізничний вокзал Анзьобі (в 15 хвилинах від Центрального округу м. Братська автомобільним транспортом)
- Залізничний вокзал Падунськ Пороги (Падунський округ м. Братська)
- Залізничний вокзал Гідробудівник (Правобережний округ м. Братська)

## Промисловість
- Братська ГЕС
- Підрозділи ВАТ «Иркутскэнерго»
- Братський алюмінієвий завод (Браз) (ВАТ «Русал — Братск», належить компанії «РУСАЛ»)
- Братський завод феросплавів (ТОВ «Братский завод феросплавив», належить компанії «Мечел»)
- Братський лісопромисловий комплекс (БЛПК) у складі:
  - Братський целюлозно-картонний комбінат (філія ВАТ "Група"Ілім")
  - хлорний завод (ІлімХімПром)
  - фанерний завод (ДОК)
  - Завод виробництва ДВП (ДОК)
  - лісо-деревопереробний завод (ЛДЗ)
- ТОВ «Олейникстрой» — найбільша у місті будівельна компанія
- Сибтепломаш
- Сантехелектромонтаж

## Населення
- 1959 — 51 тис.
- 2005—256,6 тис.

## Постаті
- Піддубна Тетяна Вікторівна (*1952) — радянський, український художник по костюмах
- Шарко Олександр Олександрович (1988—2019) — старший матрос Збройних сил України, учасник російсько-української війни.

## Галерея

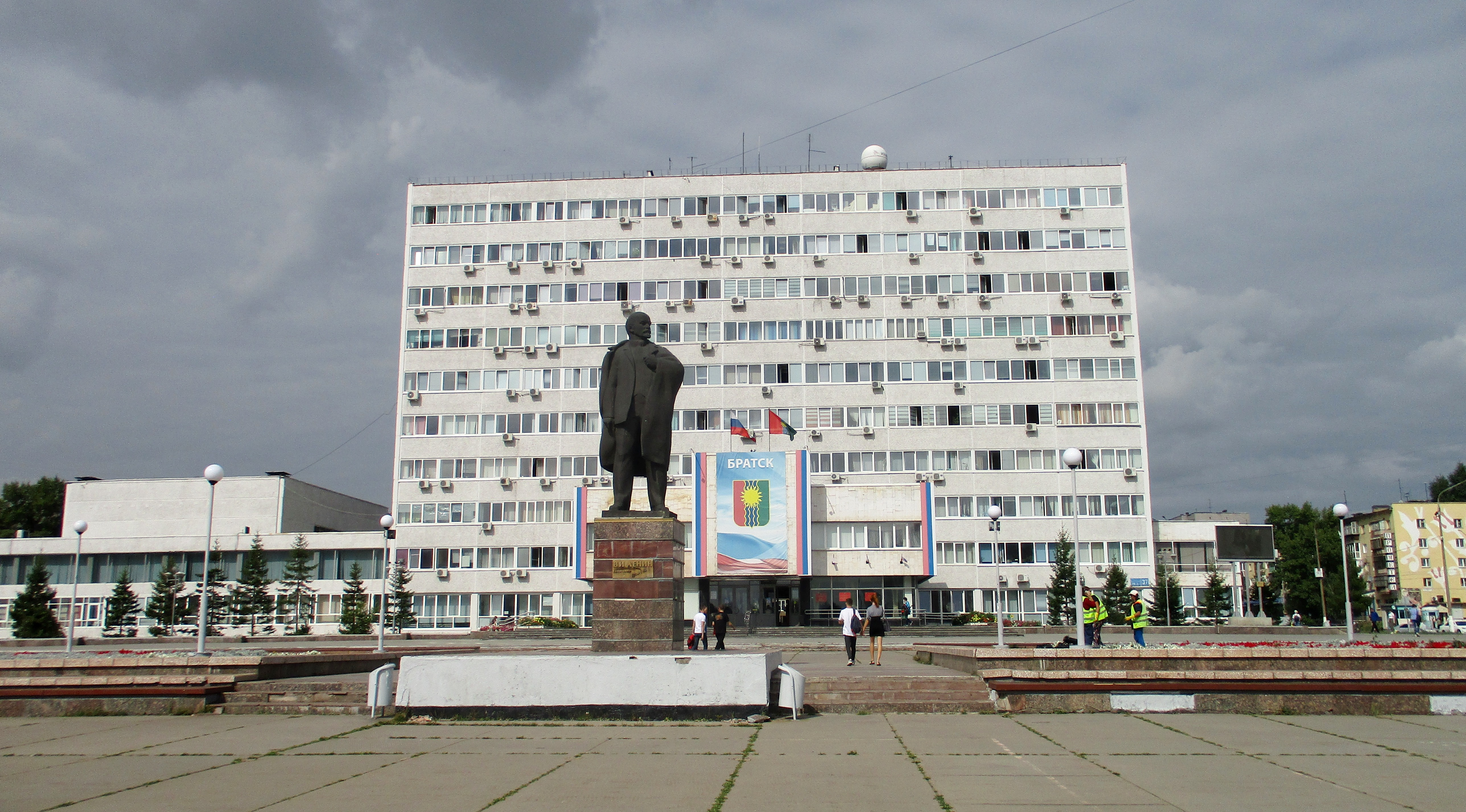
Адміністрація Братська
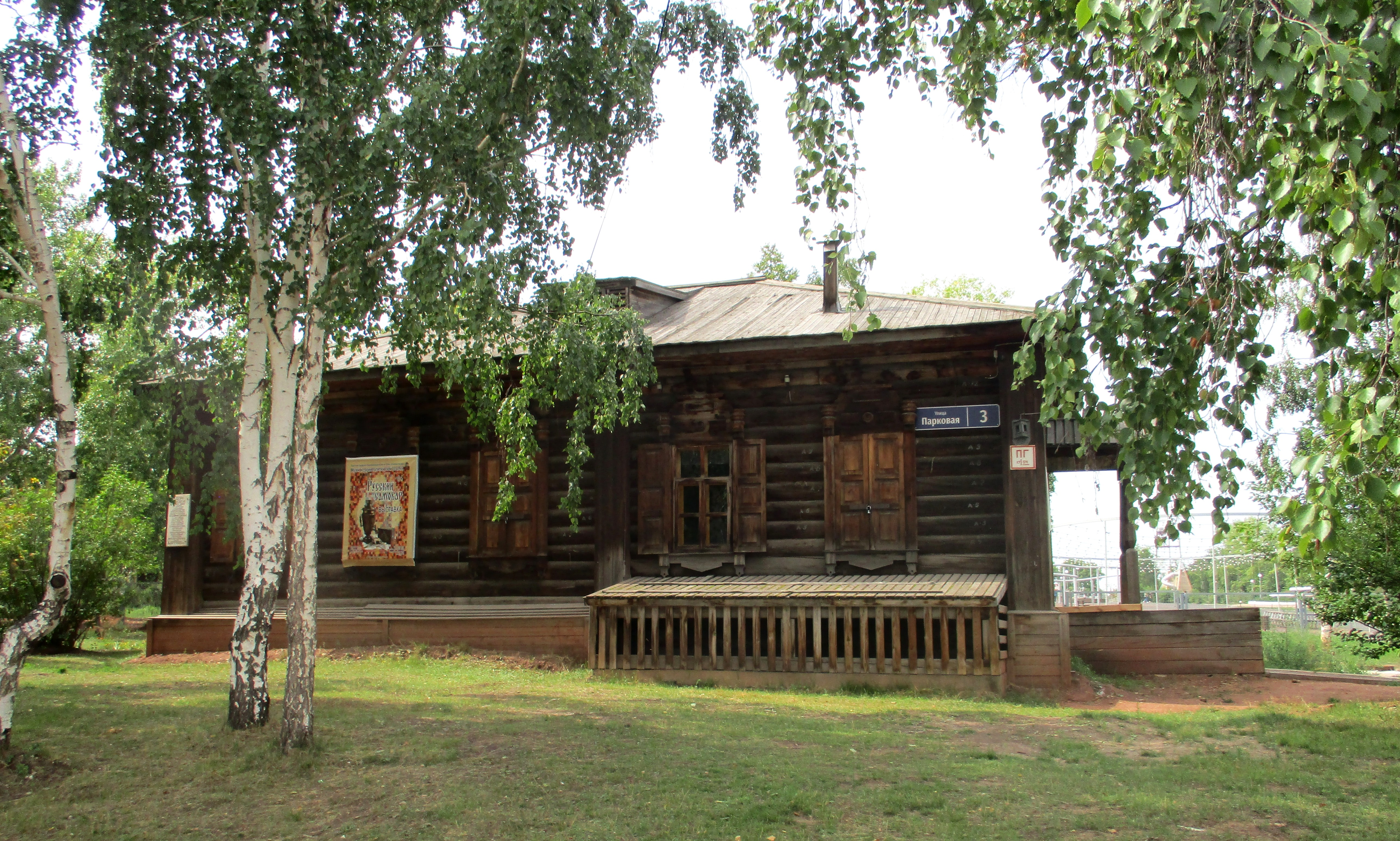
Музей історії політичного заслання
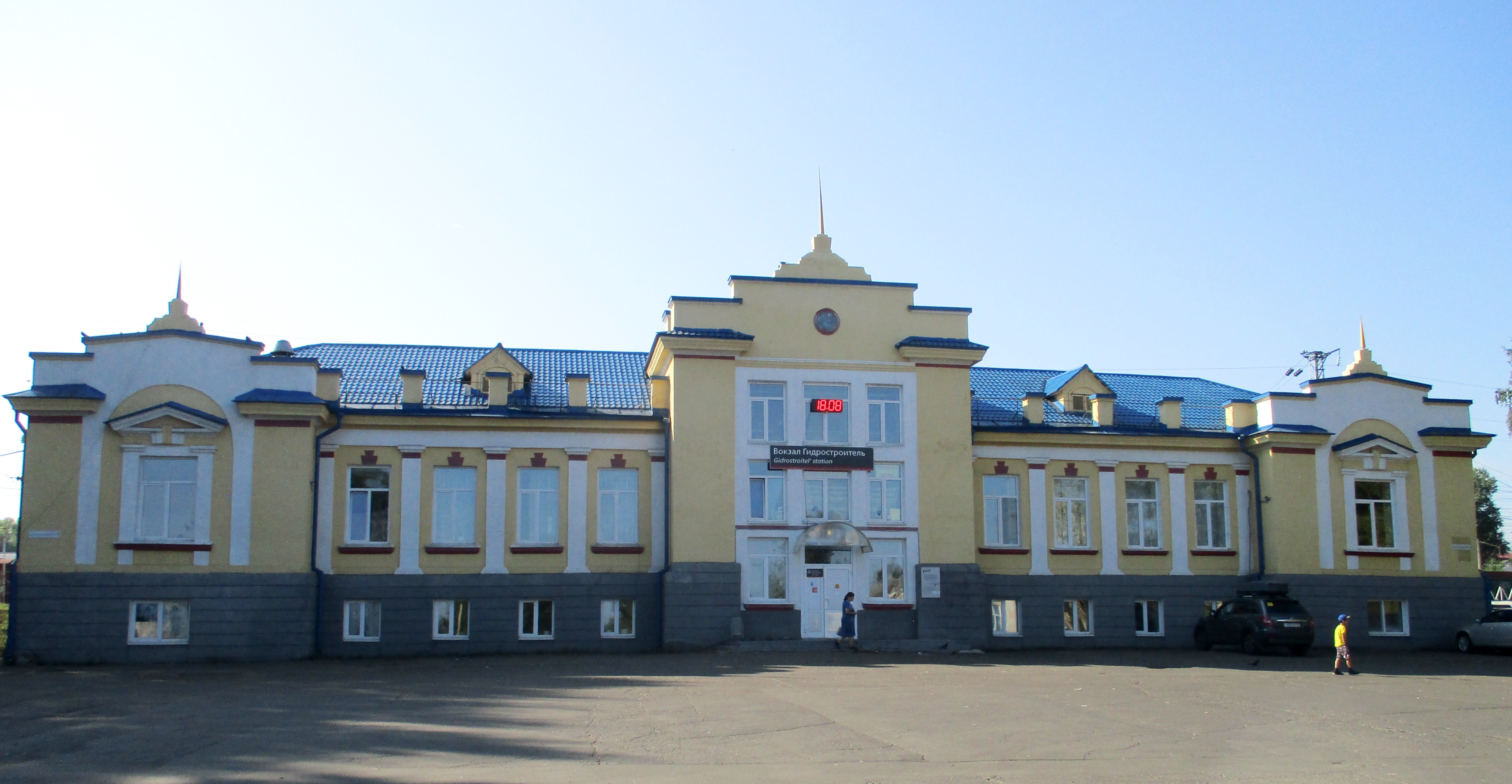
Залізнична станція «Ґідростроітєль»
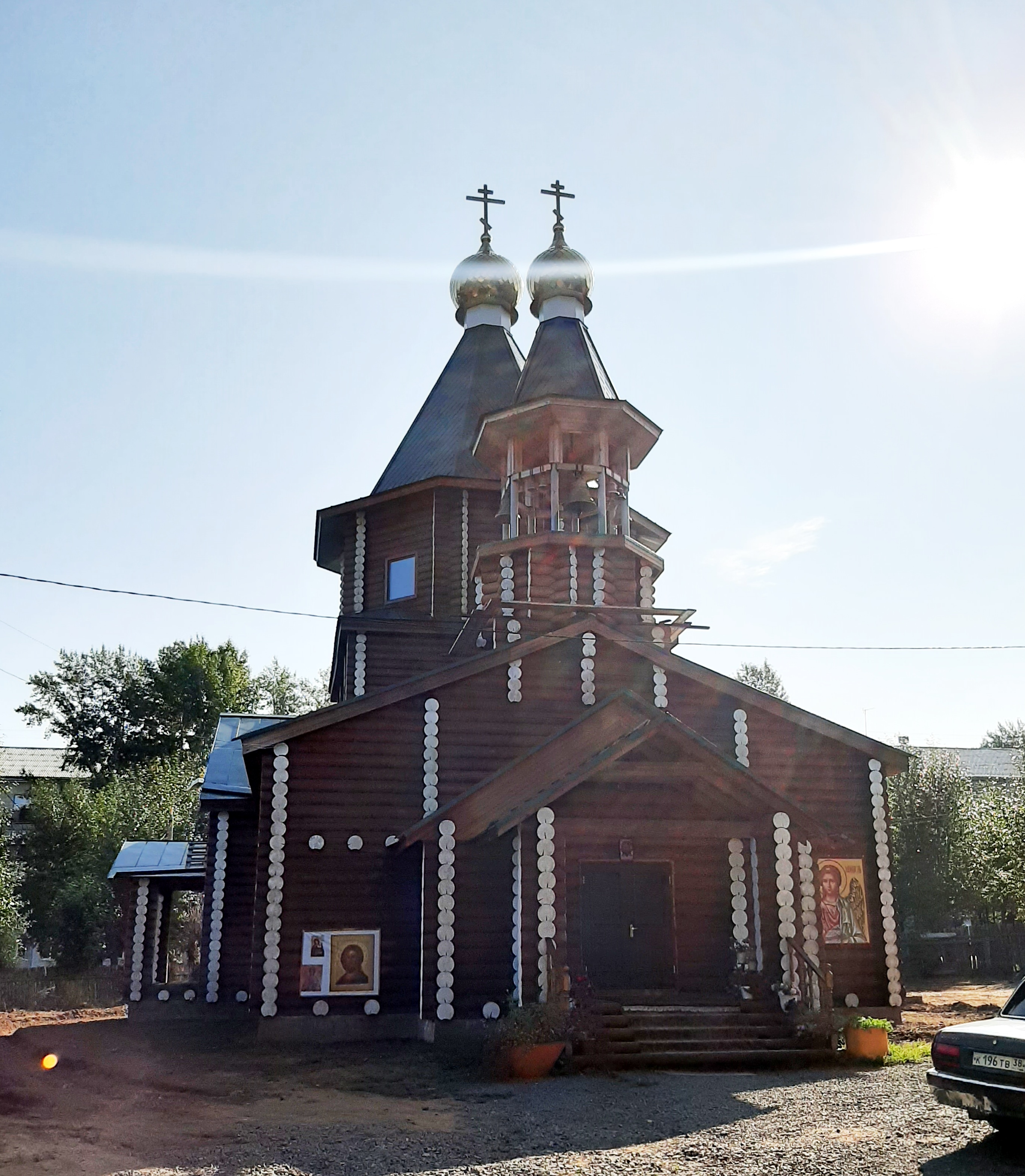
Храм преподобного Сергія Радонезького